# Berliner Eislauf-Club
Der Berliner Eislauf-Club (Berliner EC) war ein Sportverein in Berlin, der etwa zwischen 1927 und 1942 existierte. Bekannt wurde er durch seine Eishockeymannschaft, die zwei Mal an den Deutschen Meisterschaften teilnahm.

## Eishockey
Die Eishockeyabteilung war von 1927 bis 1937 aktiv. Die Mannschaft startete in der Saison 1927/28 in die Berliner Meisterschaft, war den anderen Mannschaften aber deutlich unterlegen. Zur Folgesaison wurde man in die neu installierte zweitklassige 1. Klasse eingeteilt. 1932 gelang der Aufstieg in die Ligaklasse.
Am 26. Dezember 1932 wurde in Friedrichshain ein neues Eisstadion mit einem Fassungsvermögen von 6.000 Zuschauern eröffnet, was dem Berliner EC mehr Eiszeit und damit mehr Trainingsmöglichkeiten bescherte. Ein Großteil der Spieler des SC Charlottenburg schloss sich dem Berliner EC an und dieser beendete die Saison mit der Berliner Vizemeisterschaft. In der Folgesaison trat der Eislauf-Club bei drei von sieben Spielen nicht an und landete damit ohne Niederlage auf Platz 5. Erstmals trat man auch bei der Deutschen Meisterschaft auf. Dort schied man jedoch bereits in der ersten Runde nach einer 0:2-Niederlage gegen den SV Rastenburg aus. In der Trostrunde holte man dagegen drei Siege, so dass man das Turnier auf dem 9. Platz abschloss. In der Spielzeit 1934/35 erreicht man in der Berlin-Liga den 3. Platz. In der deutschen Meisterschaft qualifizierte man sich für die Vorrunde, schied dort aber nach Niederlagen gegen den ESV Füssen und den Lokalrivalen Berliner Schlittschuhclub aus.
1937 stieg man aus der Berlin-Liga ab, das Abstiegsspiel gegen den neu aufgebauten SC Charlottenburg verlor man mit 0:10. Dann stellte die Eishockeyabteilung den Spielbetrieb ein.

## Weitere Abteilungen
Erfolgreichster Sportler der Eisschnellaufabteilung war David Barwa, Deutscher Meister 1931 und 1932.
Eine Tennis-Mannschaft des Berliner EC spielte im Berliner Tennis-Verband.